# Paul Louis Courier
Paul Louis Courier (4. ledna 1772 Paříž – 10. dubna 1825 Véretz) byl francouzský helénista, překladatel, spisovatel, autor politických pamfletů.

## Životopis
Paul Louis Courier se narodil 4. ledna 1772 v Paříži. Byl synem Louise-Élisabeth de Montdeville a Jeana Paula Couriera de Méré, bohatého měšťana z provincie Touraine. Jeho rodiče se vzali až v roce 1777 a Paul Louis byl pokřtěn 2. prosince 1777 a uznán za legitimního potomka. Rodina se nejprve usadila v Touraine, ale v roku 1784 přesídlili do Paříže, aby synovi umožnili soukromé vzdělání a vojenskou kariéru.
Courier se velmi brzy začal zajímat o řeckou literaturu. Otec jej vedl ke studiu matematiky, ale kromě toho se učil řečtinu. Od roku 1792 se stal žákem dělostřelecké školy v Chalons-sur-Marne. Ze školy odešel o rok později v hodnosti poručíka do Thionville. Ve francouzské armádě se zapojil do války první koalice jako příslušník dělostřeleckého pluku a v jejím průběhu vystřídal řadu míst ve Francii a Itálii. V roce 1804 získal řád Čestné legie a byl jmenován velitelem dělostřelectva neapolské armády. Více než válčení ho ale zajímalo studium helenistiky. Ve volném čase se věnoval četbě a studiu jazyků a trvale udržoval korespondenci se známými helenisty v Paříži a dalšími francouzskými a německými učenci. Přeložil Xenofontovo pojednání o jezdectví. V roce 1809 byl na vlastní žádost z armády propuštěn. V italských knihovnách se věnoval studiu starých italských a antických rukopisů. V Laurentinské knihovně ve Florencii objevil kopii Longusova románu Daphnis a Chloé a připravil jeho nové kompletní vydání.
V roce 1812 se vrátil do Paříže. O dva roky později se oženil s Herminií Clavierovou, dcerou svého přítele a usadili se v Touraine, kde zakoupili vinařství La Chavonnière ve vesnici Véretz. Měli dva syny Paula (1820) a Louise (1824).
Po restauraci Bourbonů P. L. Courier jako nezávislý, svobodomyslný člověk se smyslem pro spravedlnost kritizoval poměry, které vládly v zemi za režimu tzv. bílého teroru. Začal psát své politické pamflety a stal se jedním z nejobávanějších oponentů autoritativního režimu, církve i místní honorace. Za svou činnost byl šikanován úřady a soudy, bylo mu odebráno volební právo, byla odmítnuta jeho kandidatura do akademie. Byl režimu nepohodlný a měl řadu nepřátel.
Dne 10. dubna 1825 v neděli odpoledne byl Courier nalezen zastřelen v lese nedaleko svého domu. Z vraždy, jejímž motivem měly být manželské neshody, byl obviněn Courieův zahradník Louis Frémont, ale soud jej osvobodil. Teprve po čtyřech letech se přihlásil očitý svědek zločinu, který uvedl, že pachatelů bylo pět. Při novém soudním líčení se Frémont k vraždě přiznal, ale všichni byli osvobozeni. Frémont krátce po procesu zemřel. Skutečný motiv vraždy se nepodařilo zjistit.

## Dílo
Stendhal nazval roku 1825 P. L. Couriera jedním z nejlepších spisovatelů, neboť „ze všech žijících spisovatelů snad nejlépe zná svůj jazyk, všechny jeho jemnosti a všechny jeho vybroušenosti“. Pro Maxima Gorkého byl Courier jedním z největších satiriků světové literatury.
Courierovy spisy jsou cennými zdroji informací o stavu Francie v období revoluce, napoleonských válek a restaurace monarchie.
Své pamflety stylizoval jako úderné útoky a právě v jejich zhuštěnosti, konkrétnosti a jazykové vytříbenosti je Courierova síla. Psal vtipně, s jemnou ironií a francouzskou duchaplností a vkusem. Jeho tvorba je uměleckým svědectvím své doby.

### Dopisy z Francie a Itálie (1799–1807)
Z dopisů, které v době svého působení v armádě psal různým známým a přátelům, vzniklo literární dílo, které je otevřeným a kritickým popisem poměrů ve francouzské armádě a jejích výbojů. Na konkrétních příbězích věcně a s ironií líčí počínání Francouzů během dobyvatelských válek, drancování a ničení uměleckých památek, rabování, vypalování vesnic. Jeho postoj k Napoleonovi byl skeptický, nesdílel všeobecný obdiv k jeho osobě.

### Pamflety proti příživníkům (1816–1824)
Pamflety a petice začal Courier psát v roce 1816 a projevuje se v nich jako odpůrce jakéhokoliv politického násilí, příživnictví a zvůle. Pojednávají vždy o nějaké konkrétní události s cílem dosáhnout nápravy, upozornit na nespravedlnost, poskytnout pomoc. Odhaluje přitom hlubší příčiny a podstatu problému.
V politických peticích adresovaných poslanecké sněmovně protestuje např. proti svévolnému zatýkání vesničanů nebo zákazu tancovat v neděli a upozorňuje současně na pokrytecké chování kněží, kteří často zneužívají svého postavení. Dělá si legraci z církevní moci, farářů a náboženství. Postupem doby ve svých pamfletech napadá přímo vládu, dvůr, vládnoucí režim. Příkladem je Prostý proslov Pavla Ludvíka, vinaře z Chavoniere, v němž apeluje na obecní radní, aby raději postavili most, který zkrátí cestu do města, než přispívali do národní sbírky na zakoupení zámku Chambord pro novorozeného prince. Drzou parodií je Diplomatický list, v němž francouzský král Ludvík XVIII. popisuje v dopise španělskému králi všechny podvody, které on a jeho služebníci dělají pro lepší rentabilnost kralování.
Satirická účinnost pamfletu je podle Couriera, jak napsal ve svém posledním spisku Pamflet o pamfletech, nepřímo úměrná jeho rozsahu: čím je kratší a zhuštěnější, tím je účinnější. Pamflet je určen k tomu, aby ho četl co největší počet lidí, kteří nemají čas na stovky stránek. Autor musí umět myšlenku vysvětlit na jednom tiskovém archu. 
Courier vydával své pamflety jednotlivě, mnohé tajně. Souborně vyšly péčí jeho přítele Carrela roku 1829.